# 주다 프리들랜더
주다 프리들랜더(Judah Friedlander, 1969년 3월 16일 ~ )는 미국의 배우이다.

## 출연 작품
- 아메리카 스플렌더